# Амалия фон Пфалц
Амалия фон Пфалц (на немски: Amalie von der Pfalz; * 25 юли 1490, Хайделберг; † 6 януари 1525, Щетин) от род Вителсбахи, е пфалцграфиня на Пфалц-Зимерн и чрез женитба херцогиня на Померания.

## Биография
Дъщеря е на курфюрст Филип от Пфалц (1448 – 1508) и съпругата му Маргарета Баварска (1456 – 1501), дъщеря на херцог Лудвиг IX от Бавария-Ландсхут.
Амалия се омъжва на 22 май 1513 г. в Щетин за херцог Георг I от Померания (1493 – 1551) от фамилията Грайфен (Померанска династия). Едновременно неговият братовчед Хайнрих V от Мекленбург се жени за сестрата на Амалия Хелена.
Нейният син Филип е възпитаван от 1526 г. в двора на нейния брат Лудвиг V фон Пфалц в Хайделберг.
Амалия е винаги болнава, умира на 34 години и е погребана в Щетин.

## Деца
Амалия има децата:
- Богислав XI (*/† 1514)
- Филип I (1515 – 1560), херцог на Померания-Волгаст
- Маргарета (1518 – 1569)

∞ 1547 херцог Ернст III фон Брауншвайг-Грубенхаген (1518 – 1567) (Велфи)